# Nico Touches the Walls
Nico Touches the Walls (reso graficamente come NICO Touches the Walls) è un gruppo musicale J-Rock giapponese formato nel 2004. Nello stesso anno del loro debutto, il gruppo ha vinto il premio Lotte in occasione dello Yamaha Teen Music Festival. Divenuti immediatamente famosi, il gruppo ha ottenuto un contratto dapprima con l'etichetta discografica "Senha & Co." e successivamente con la Ki/oon Records, filiale della Sony Music Japan, nel 2007. Il loro singolo di debutto Yoru no Hate è stato pubblicato nel febbraio 2008, ed ha ricevuto una buona accoglienza da parte del pubblico.
Il gruppo musicale ha inoltre legato il proprio nome al mondo degli anime, grazie a brani come Broken Youth e Diver, utilizzati nella colonna sonora di Naruto Shippuden. Inoltre, il loro singolo di successo Hologram è la seconda sigla d'apertura dell'anime Fullmetal Alchemist: Brotherhood, mentre Matryoshka è la sigla d'apertura di C.
Secondo Tatsuya Mitsumura, vocalist del gruppo, il nome del gruppo fa riferimento ai "muri" ("walls") come agli ostacoli della vita, che il gruppo vuole superare, realizzando le proprie ambizioni.
Il gruppo ha annunciato il suo scioglimento tramite un post sul loro sito web. La motivazione si basa sulla necessità per i membri della band di vedere nuovi scenari in veste individuale.

## Membri del gruppo
- Tatsuya Mitsumura (光村 龍哉) - 8 settembre 1985; Vocalist e chitarrista.
- Daisuke Furumura (古村 大介) - 1º marzo 1985; Chitarrista.
- Shingo Sakakura (坂倉 心悟) - 24 luglio 1985; Basso.
- Shotaro Tsushima (対馬 祥太郎) - 28 gennaio 1985; Batteria.

## Discografia

### EP
- Walls Is Beginning (Febbraio 2006)
- Runova X Handover (Ottobre 2006)
- Eden (Giugno 2007)
- How Are You? (Novembre 2007)

### Album
|   | Data              | Album        | Posizione Oricon |
| - | ----------------- | ------------ | ---------------- |
| 1 | 24 settembre 2008 | Who Are You? | 11               |
| 2 | 25 novembre 2009  | Aurora       | 17               |
| 3 | 5 aprile 2011     | Passenger    | 15               |
| 4 | 11 dicembre 2011  | Humania      | 10               |

#### Singoli
|    | Data             | Singolo                                                     | Posizione Oricon |
| -- | ---------------- | ----------------------------------------------------------- | ---------------- |
| 1  | 20 febbraio 2008 | Yoru no Hate (夜の果て)                                     | 61               |
| 2  | 4 giugno 2008    | The Bungy                                                   | 49               |
| 3  | 13 agosto 2008   | Broken Youth                                                | 35               |
| 4  | 13 maggio 2009   | Big Foot (ビッグフット)                                     | 24               |
| 5  | 12 agosto 2009   | Hologram (ホログラム)                                       | 11               |
| 6  | 4 novembre 2009  | Kakera subete no Omoitachi he- (かけら-総べての想いたちへ-) | 26               |
| 7  | 11 agosto 2010   | Sudden Death Game (サドンデスゲーム)                        | 28               |
| 8  | 12 gennaio 2011  | Diver                                                       | 7                |
| 9  | 17 agosto 2011   | Te wo Tatake (手をたたけ)                                   | 15               |
| 10 | 16 maggio 2012   | Natsu no Daisankakkei (夏の大三角形)                        | -                |